# Cape Onion
Cape Onion är en udde i Kanada.   Den ligger i provinsen Newfoundland och Labrador, i den östra delen av landet, 1 600 km öster om huvudstaden Ottawa.
Terrängen inåt land är platt. Havet är nära Cape Onion norrut. Trakten runt Cape Onion är nära nog obefolkad, med mindre än två invånare per kvadratkilometer.. Närmaste större samhälle är St. Lunaire-Griquet, 16,0 km sydost om Cape Onion. 